# 拉洪泰山
11°32′27.31″S 76°14′47.36″W / 11.5409194°S 76.2464889°W

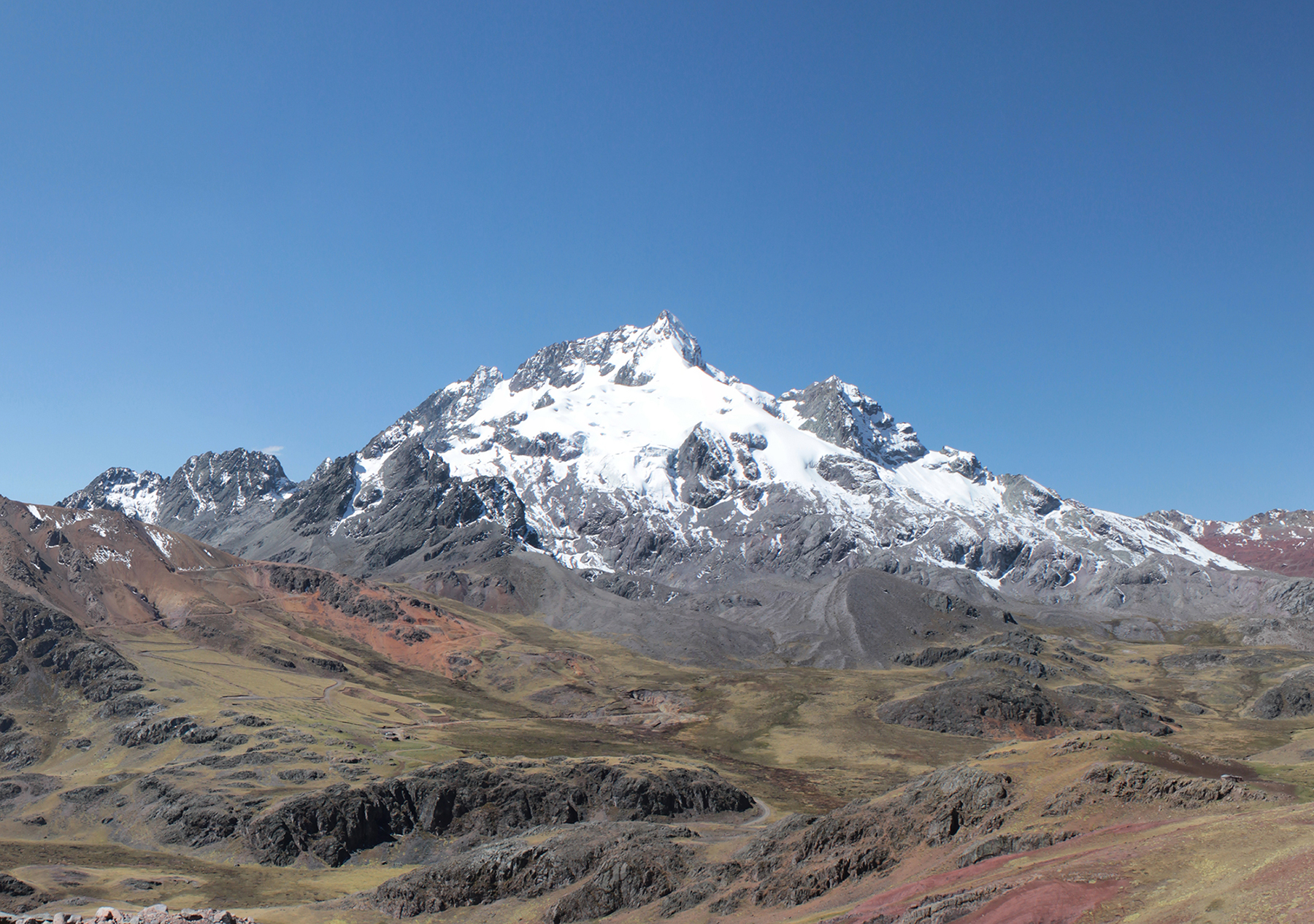

拉洪泰山（西班牙語：Rajunaty），是秘魯的山峰，位於該國中部胡寧大區，由堯利省的馬爾卡波馬科查區負責管轄，屬於安地斯山脈的一部分，海拔高度5,477米。